# Stars Align
Stars Align (japanisch 星合の空 Hoshiai no Sora) ist eine Anime-Fernsehserie aus dem Jahr 2019, die bei Studio Eight Bit unter der Leitung von Kazuki Akane entstand. Die Geschichte erzählt von einem Softtennis-Klub einer Oberschule, der um seine Existenz kämpfen muss, und von den familiären Problemen von dessen Mitgliedern.

## Handlung
Durch den Umzug seiner Mutter kommt Maki Katsuragi (桂木 眞己) an eine neue Oberschule. Dort trifft er auf Tōma Shinjō (新城 柊真), einen Freund aus der Grundschule, der ihn sogleich überreden will, in den Softtennis-Klub der Jungen einzutreten. Denn dieser ist von der Schließung durch den Schülerrat bedroht, weil er im Gegensatz zu den Softtennis-Mädchen seit vielen Jahren erfolglos ist. Mit dem recht sportlichen Maki hofft Tōma, endlich einen Sieg bei einem Turnier erringen zu können. Maki willigt schließlich ein, als der verzweifelte Tōma ihm sogar eine Bezahlung für seine Zeit im Klub anbietet. Maki hat eigentlich keine Zeit, da er seiner alleinerziehenden Mutter viel im Haushalt hilft. Doch er will auch Geld zum Haushalt beitragen können. Am gleichen Abend verschafft sich überraschend Makis Vater, von dem sich die Mutter getrennt hatte, Zugang zur Wohnung, schlägt Maki und stiehlt von ihm angespartes Geld.
Die anderen Mitglieder des Klubs zeigen sich zurückhaltend gegenüber dem neuen Mitglied, in das ihr Klubchef Tōma große Hoffnungen setzt. Sie haben den Sport bisher wenig ernst genommen. Maki dagegen will die gesteckten Ziele erreichen – nur so erhält er auch seine Bezahlung. So bringt er dem Klub als erstes einen Manager, der das Training organisieren soll: den heimlich in Tōma verliebten Yuta Asuka (飛鳥 悠汰). Bei den Testspielen kann Maki, der bis dahin nie Softtennis spielte, zusammen mit Tōma alle aus dem Klub besiegen, was die anderen wütend auf Maki macht. Tōma denkt daran, den Klub ganz aufzugeben, da er sich als Kapitän für die bisherigen Misserfolge der Mannschaft verantwortlich fühlt. Doch die anderen raffen sich auf und trainieren gemeinsam mit Maki. Der lernt dabei, wie der Klub von anderen Schülern wegen seiner Erfolglosigkeit gemobbt wird und welche Probleme seine Klubkameraden in ihren Familien haben. Beim Training stellt Maki fest, dass die anderen gar nicht so schlecht spielen, sondern nur zu schlechten Paaren zusammengestellt sind. Als sie die von ihm vorgeschlagenen Paarungen probieren, bringen alle eine deutlich bessere Leistung zustande. Sie sind motivierter und haben bald ein Übungsturnier gegen die renommierte Misaki-Oberschule. Zwar können sie nicht gewinnen, sind aber deutlich besser als erwartet und werden für die kommenden Turniere motiviert und wollen weiter trainieren.
Doch die familiären Schwierigkeiten halten die Schüler immer wieder vom Training ab. Nicht nur will Makis Vater erneut Geld von ihm erpressen, bis er schließlich Tōma davon erzählt, der sich einmischt und Maki schützen will, auch die Mutter von Nao Tsukinose (月ノ瀬 直央) mischt sich ein. Aus ihrer Sicht hält der Klub ihren Sohn, den sie in allen Belangen bevormundet, nur vom Lernen ab, weswegen sie eine Unterbrechung des Trainings durchsetzt. Die Zeit will das mittlerweile zu Freunden zusammengewachsene Team nutzen, um ihren nächsten Gegner kennen zu lernen. Ihr Manager Yuta schlägt vor, sie heimlich auszukundschaften, indem er und Maki sich als Mädchen verkleiden. Bei der Vorbereitung des letztlich erfolgreichen Unterfangens offenbart Yuta gegenüber Maki, sich des eigenen Geschlechts unsicher zu sein und immer wieder Mädchenkleidung zu tragen. Da Yū, wie Yuta lieber genannt werden will, sich aber auch nicht richtig weiblich fühlt, beruhigt ihn Maki damit, dass es okay sei, nicht in Schubladen passen zu müssen. Doch Yūs Mutter besteht verzweifelt darauf, einen Jungen als Kind zu haben, als sie von der Verkleidung erfährt. Tsubasa Soga (曽我 翅翼) hat wegen des Sports Probleme mit seinem Vater, der Softtennis nicht anerkennt und stattdessen auf Fußball besteht, bis er im Streit seinen Sohn schlägt, dieser dabei eine Treppe herunterstürzt und sich die Hand verletzt.
So muss der Klub nun ohne Tsubasa und seinen Partner Shingo beim Turnier antreten. Gerade die beiden hatten sich Hoffnung auf einen Sieg gemacht. Schon vor dem Turnier treffen Maki und Tōma auf die Itsuki-Zwillinge, die als bestes Softtennis-Paar der Region zählen und auf nationaler Ebene spielen. Auch sie spielen im Regionalturnier, nehmen ihre Konkurrenz dort aber nicht ernst. Beim Turnier können sich die Paare des Klubs besser schlagen als erwartet, was den Jungen neue Motivation gibt, für einen Sieg reicht es aber zuerst nicht. Erst Maki und Tōma gelingt ein Sieg im ersten Spiel, sodass sie im Turnier weiterkommen. Nachdem sie ein Spiel nach dem anderen gewinnen, stehen sie schließlich im Finale den Itsuki-Zwillingen gegenüber. Zunächst können sie den Zwillingen nichts entgegensetzen, holen dann aber auf und zwingen die Favoriten des Turniers noch in ein fünftes Spiel, das entscheidende Endspiel. Dieses verlieren Maki und Tōma zwar, gewinnen aber viele Fans und den Respekt der Zwillinge. Nach dem Turnier telefoniert Tōma mit seiner Mutter, in der Hoffnung endlich aus dem Schatten seines Bruders getreten zu sein und von ihr anerkannt zu werden. Doch sie offenbart ihm, sich scheiden zu lassen und dann allein mit seinem Bruder zu leben, weil sie Tōma hasst. Am Abend kommt Maki nach Hause und bemerkt, dass seine Mutter verschwunden ist, er findet zudem eine Nachricht von seinem Vater auf dem Esstisch. Maki kauft sich ein großes Küchenmesser und sucht seinen Vater auf, um dessen Heimsuchungen ein Ende zu bereiten.

## Produktion und Veröffentlichung
Der Anime entstand nach einer Idee und dem Drehbuch von Kazuki Akane, der bei der Produktion von Studio Eight Bit auch Regie führte. Das Charakterdesign wurde von Itsuka entworfen. Yūichi Takahashi adaptierte die Designs für die Anime-Umsetzung und leitete die Animationsarbeiten. Die künstlerische Leitung lag bei Shiori Shiwa. Ursprünglich waren nicht nur 12, sondern insgesamt 24 Folgen geplant, weswegen die Serie offen endet. Der zweite Teil wurde vom Produktionskomittee gestrichen, Kazuki Akane will die Geschichte aber in einer noch zu findenden Form zu Ende führen.
Von 10. Oktober bis 26. Dezember 2019 wurde die Serie von den Sendern TBS und BS-TBS in Japan ausgestrahlt. Die Plattform Wakanim veröffentlicht den Anime parallel international per Streaming, unter anderem mit deutschen Untertiteln im deutschsprachigen Raum. Für den englischen Raum wurde er von Funimation Entertainment lizenziert und online veröffentlicht.

### Synchronisation
| Rolle             | japanischer Sprecher (Seiyū) |
| ----------------- | ---------------------------- |
| Maki Katsuragi    | Natsuki Hanae                |
| Tōma Shinjō       | Tasuku Hatanaka              |
| Rintarō Futsu     | Gen Sato                     |
| Shingo Takenouchi | Keisuke Sato                 |
| Taiyō Ishigami    | Kōhei Amasaki                |
| Kanako Mitsue     | Mayu Mineda                  |
| Tsubasa Soga      | Toshiyuki Toyonaga           |
| Yūta Asuka        | Yoshitaka Yamaya             |
| Itsuki Ameno      | Yoshitsugu Matsuoka          |
| Nao Tsukinose     | Yūsuke Kobayashi             |

### Musik
Die Musik der Serie komponierte Jizue. Der Vorspann ist unterlegt mit dem Lied Suisō (水槽) von Megumi Nakajima und für den Abspann verwendete man Kago no Naka no Bokura wa von Aiki der Gruppe Bless4.